# 劉伯明 (航天員)
劉伯明（1966年9月17日—），男，汉族，黑龙江省齐齐哈尔市依安縣人，中华人民共和国航天员，少將軍銜，中国人民解放军航天员大队特级航天员。
刘伯明是中国首位多次完成太空出舱活动的航天员。

## 生平
劉伯明有大學本科学历，雙學士学位，原屬中國空軍飛行團隊長。1998年1月起入職航天員并从空军改隶属总装备部，改为陆军，2005年曾經為神舟六號备份航天員。
在2008年9月25日，刘伯明与队友翟志刚、景海鹏共同执行神舟七号载人飞行任务。9月27日在翟志刚为主要执行人的出舱活动中，刘伯明身着俄罗斯“海鹰”舱外航天服在轨道舱协助，上半身出舱，也符合美国和俄罗斯对舱外活动的两种定义。在神舟七号成功后的记者会上，官方将神舟七号的空间出舱活动定义为由翟志刚与刘伯明两名航天员共同配合完成。
2015年，获晋升为少将军衔。2019年12月入选神舟十二号飞行任务乘组。
2021年6月17日，刘伯明与聂海胜、汤洪波一起执行神舟十二号载人航天任务，成为继景海鹏、聂海胜后，第三位两度飞天的中国航天员。
2021年7月4日，刘伯明与汤洪波一起完成了神舟十二号任务的首次舱外活动，二人皆完全出舱，这也使得他成为中国首位多次完成出舱活动的航天员。
2021年8月20日，聂海胜与刘伯明一起完成了神舟十二号任务的第二次舱外活动，二人皆完全出舱。
2021年9月17日，神舟十二号载人飞船返回舱在东风着陆场成功着陆，执行飞行任务的航天员聂海胜、刘伯明、汤洪波安全顺利出舱，身体状态良好。。

## 家庭
劉伯明已婚，妻子是張瑤，育有一個女兒。

## 荣誉和奖项
- 2008年10月，执行神舟七号飞行任务，同年11月被中共中央、国务院、中央军委授予“英雄航天员”荣誉称号，并获“航天功勋奖章”[6]。
- 2021年6月，执行神舟十二号飞行任务，同年11月被中共中央、国务院、中央军委授予“二级航天功勋奖章”[7]。

## 执行任务
| 次序   | 任务名称   | 发射时间（UTC+8）       | 着陆时间（UTC+8）    | 运载火箭      | 对接       | 任务时长        | 舱外活动次数 | 舱外活动时长 |
| ------ | ---------- | ----------------------- | -------------------- | ------------- | ---------- | --------------- | ------------ | ------------ |
| 1      | 神舟七号   | 2008年9月25日, 21:10:04 | 2008年9月28日, 17:37 | 长征二号F遥7  | N/A        | 2天20小时又26分 | 1            | 0小时22分钟  |
| 2      | 神舟十二号 | 2021年6月17日, 09:22:31 | 2021年9月17日, 13:34 | 长征二号F遥12 | 天宫空间站 | 92天4小时又11分 | 2            | 12小时41分钟 |
| 合计： | 合计：     | 合计：                  | 合计：               | 合计：        | 合计：     | 95天0小时又37分 | 3            | 13小时3分钟  |